# 布拉格城堡骑术学校

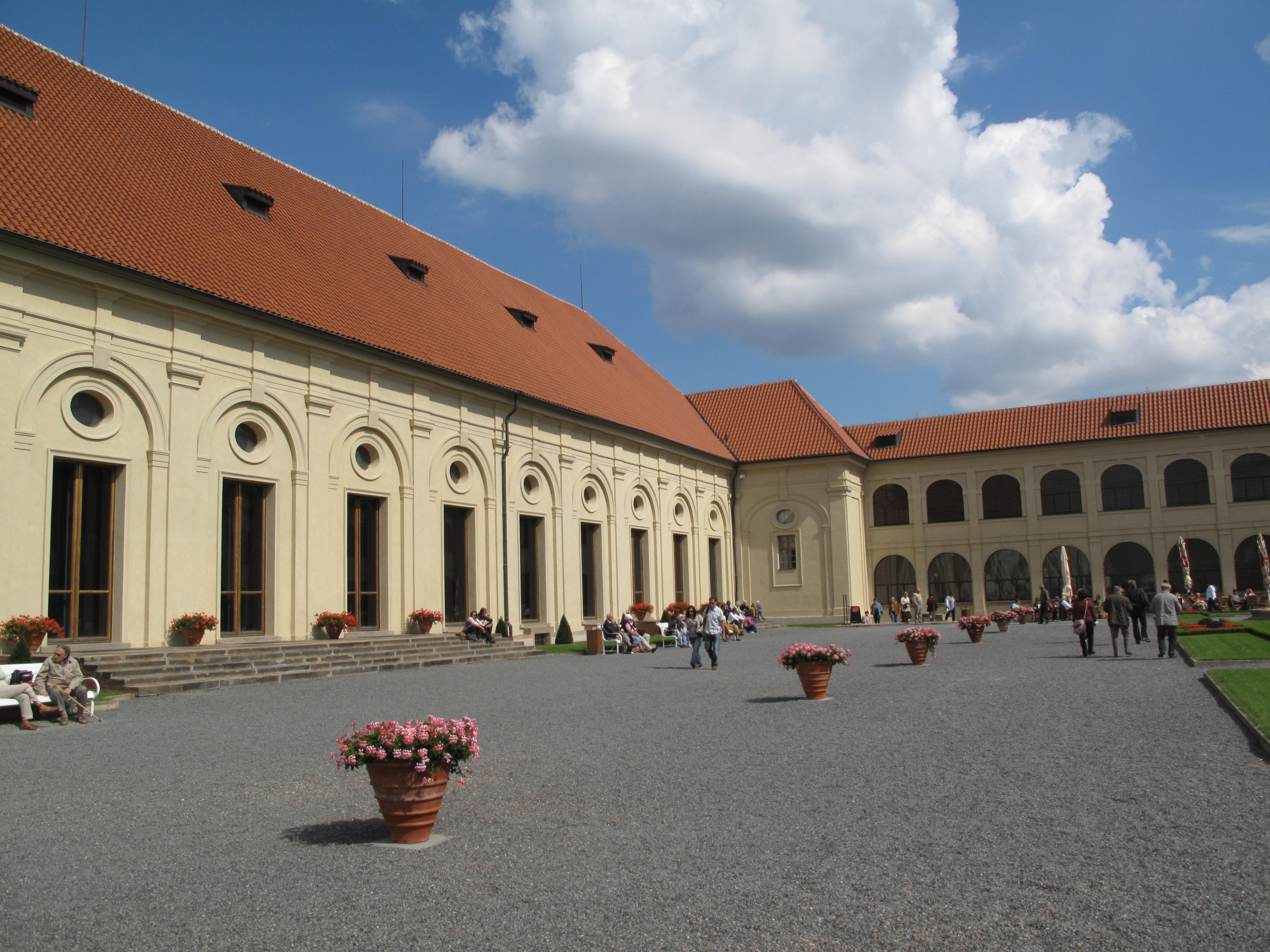
骑术学校

布拉格城堡骑术学校（Jízdárna Pražského hradu）是一座大型巴洛克建筑，位于布拉格城堡，悬索桥，正对皇家花园在鹿护城河的入口。这座建筑始建于1694年，以取代1572年早期较小的建筑。
该建筑由皇帝利奥波德一世下令修建，由布拉格建筑师约翰·巴蒂斯特·马西设计。这是一个庞大的矩形建筑，长92米，宽40米，宽拱形木四坡屋顶，小圆窗。该建筑是专为骑马训练和贵族骑马取乐修建，立面有两个雕塑。与原始状态相比，现在的立面缺少了皇家帝国鹰，已经在一次重建中消失。
1760年，骑术学校被烧毁，重建后，长期用作仓储用途。目前，这里是布拉格重要的展览馆，定期举行艺术展览。